# Hanna Hirsch-Pauli
Hanna Hirsch, mais tarde Hanna Pauli (Estocolmo, 13 de janeiro de 1864 – Solna, 29 de dezembro de 1940), foi uma pintora sueca; principalmente de cenas de gênero e retratos.